# Emiliano Zapata, Bella Vista
Emiliano Zapata är en ort i Mexiko.   Den ligger i kommunen Bella Vista och delstaten Chiapas, i den sydöstra delen av landet, 800 km sydost om huvudstaden Mexico City. Emiliano Zapata ligger 625 meter över havet och antalet invånare är 1 232.
Terrängen runt Emiliano Zapata är kuperad åt nordost, men åt sydväst är den bergig. Runt Emiliano Zapata är det ganska tätbefolkat, med 108 invånare per kvadratkilometer. Närmaste större samhälle är Frontera Comalapa, 10,3 km öster om Emiliano Zapata. I omgivningarna runt Emiliano Zapata växer huvudsakligen savannskog.